# بوريسوف أرينا
بوريسوف أرينا هو ملعب كرة قدم يقع في باريساو، بيلاروسيا، يتسع لجلوس 13,126 متفرج.

## التاريخ
افتتح الملعب في عام 2014. كانت تكلفة إنشاء الملعب 40,000,000 €.

## معرض صور

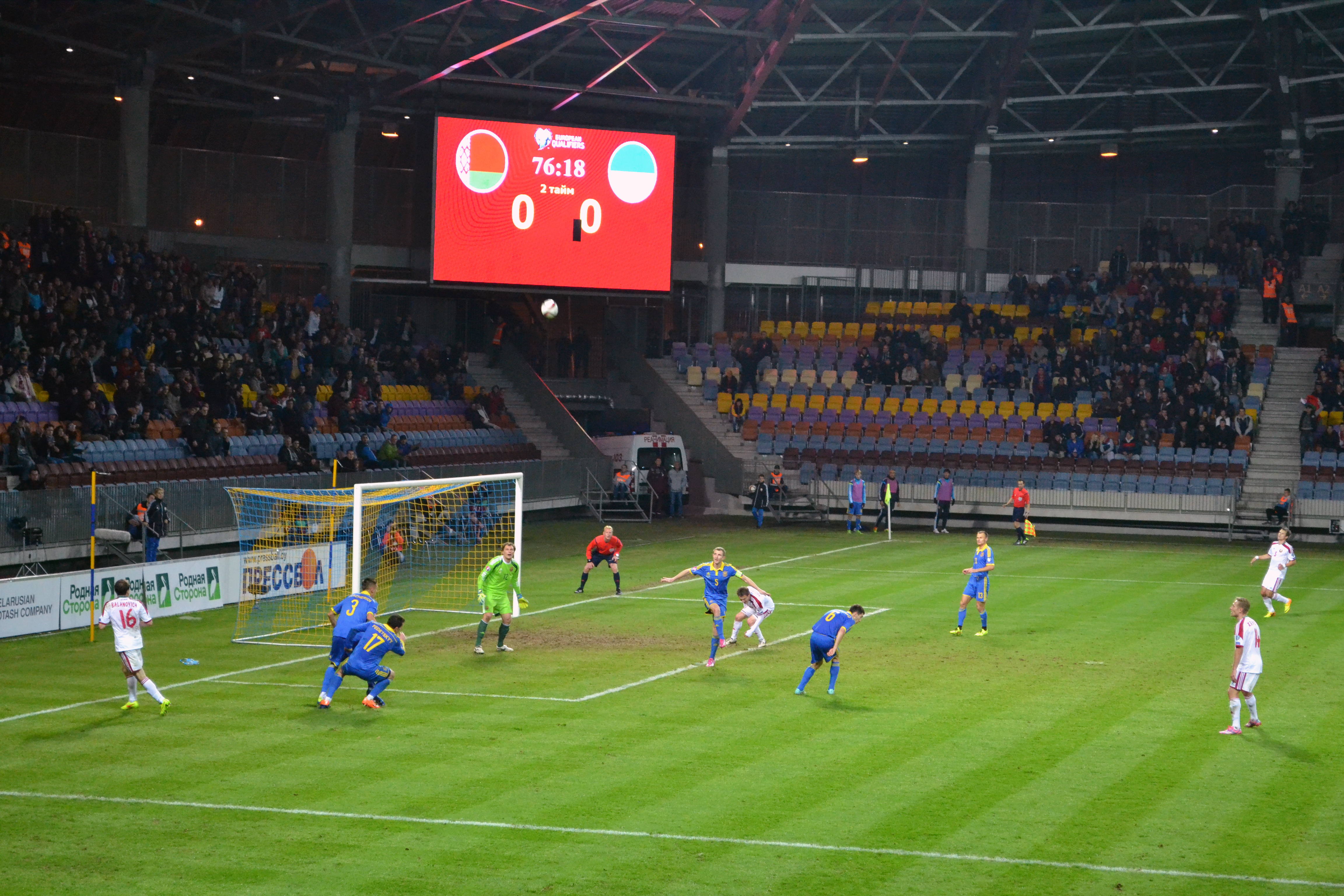
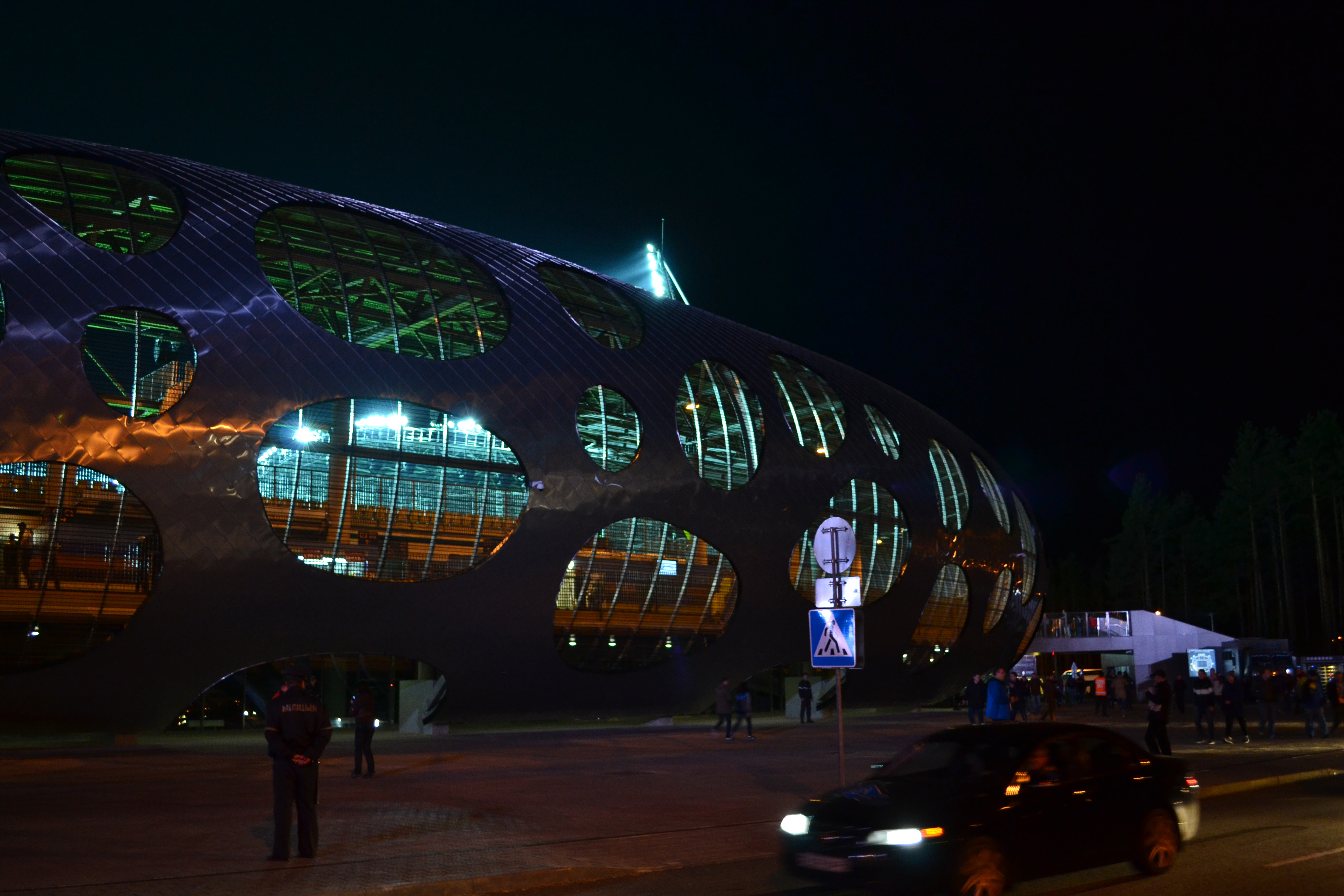
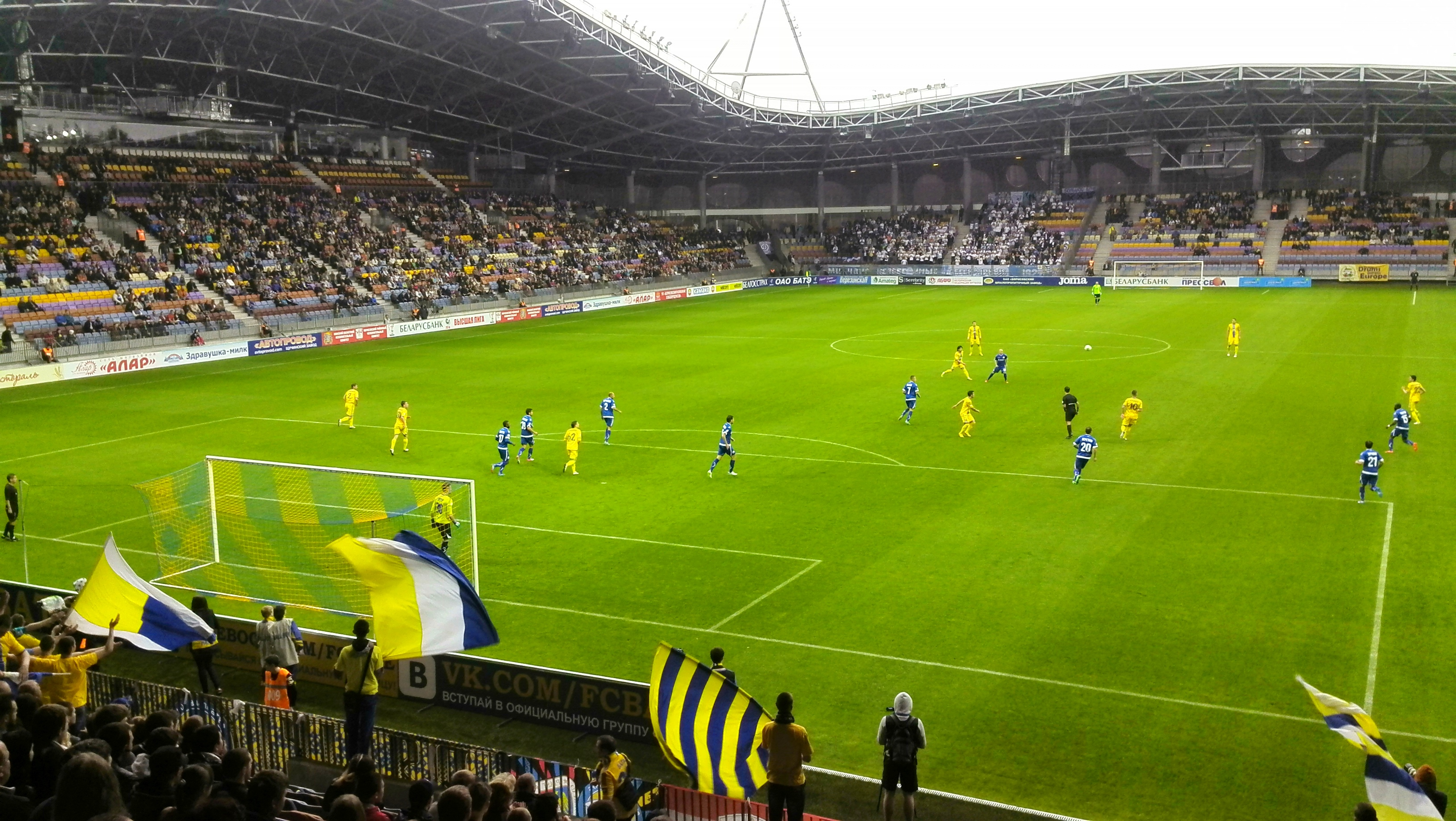
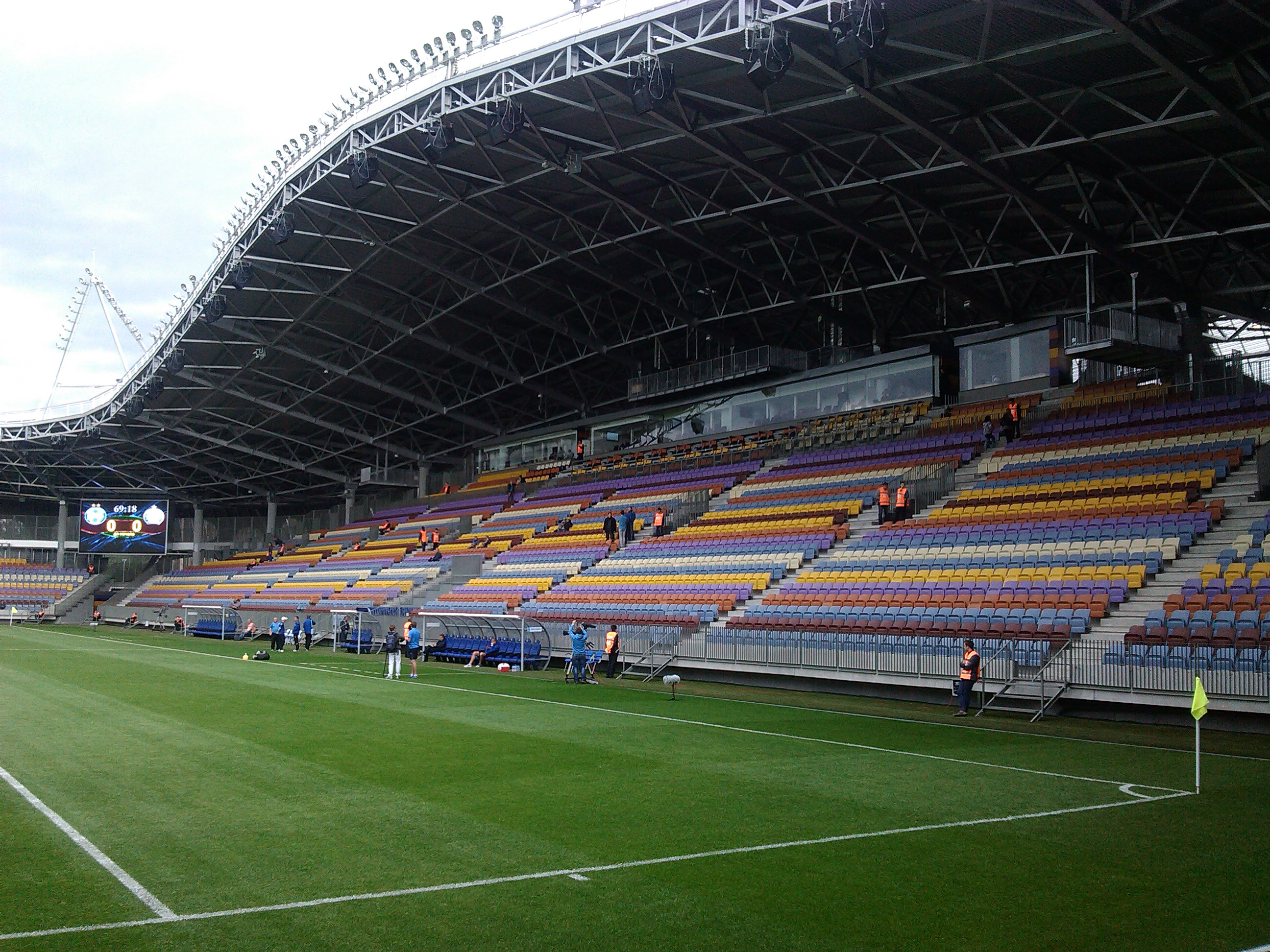

## مباريات المنتخب الوطني
| #  | تاريخ          | خصم       | نتيجة | حضور   | منافسة                                  |
| -- | -------------- | --------- | ----- | ------ | --------------------------------------- |
| 1. | 4 سبتمبر 2014  | طاجيكستان | 6–1   | 2,400  | ودية                                    |
| 2. | 9 أكتوبر 2014  | أوكرانيا  | 0–2   | 10,512 | تصفيات بطولة أمم أوروبا لكرة القدم 2016 |
| 3. | 12 أكتوبر 2014 | سلوفاكيا  | 1–3   | 3,684  | تصفيات بطولة أمم أوروبا لكرة القدم 2016 |
| 4. | 18 نوفمبر 2014 | المكسيك   | 3–2   | 6,700  | ودية                                    |
| 5. | 14 يونيو 2015  | إسبانيا   | 0–1   | 13,121 | تصفيات بطولة أمم أوروبا لكرة القدم 2016 |
| 6. | 12 أكتوبر 2015 | مقدونيا   | 0–0   | 1,545  | تصفيات بطولة أمم أوروبا لكرة القدم 2016 |